# Yamdena
Yamdena, auch Jamdena oder Nord-Timorlaut, ist die größte der indonesischen Tanimbarinseln, am südlichen Rand der Bandasee und am nördlichen Rand der Arafurasee.

## Geographie
Saumlaki am südlichen Ende ist die wichtigste Stadt der Insel. Yamdena ist eine der Südlichen Molukken. Administrativ gehört Yamdena zum Regierungsbezirk (Kabupaten) Tanimbarinseln, Provinz Maluku.

## Einwohner
Auf der Insel wird traditionell Yamdena gesprochen. Die Bewohner der Insel sind für ihren traditionellen Lebensstil bekannt, auch wenn das Christentum die wichtigste Religion der Insel ist.

## Kultur

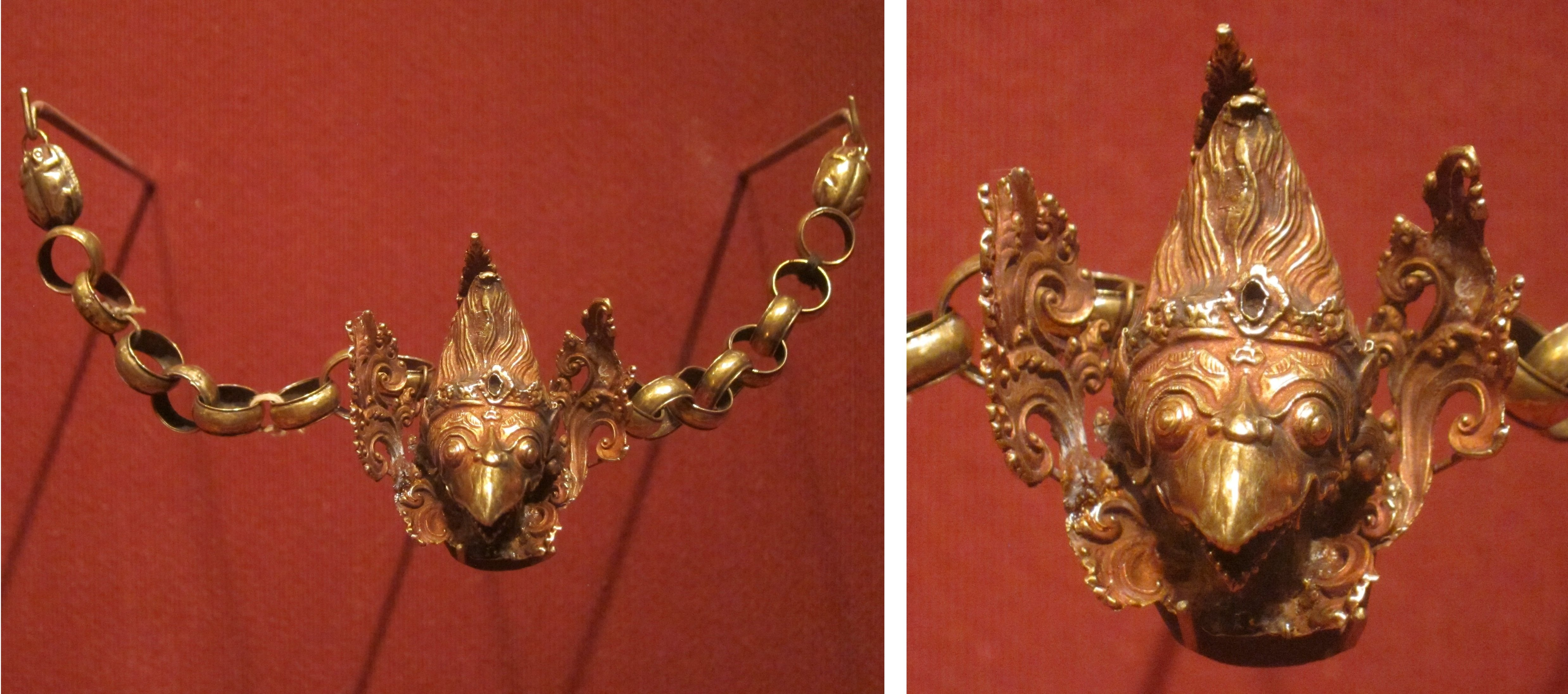
Zeremonielles Gehänge von Yamdena

Holzschnittkunst, Goldschmiedearbeiten und Kleidung nach Art des traditionellen Webstil Ikat sind die wichtigsten Einnahmequellen.

## Fauna
In den Wäldern der Insel leben wilde Wasserbüffel, der Tanimbarbuschsänger (Cettia carolinae) sowie der Tanimbar-Amethystpython.